# 帕绍县
帕绍县（Landkreis Passau）是德国巴伐利亚州的一个县，隶属于下巴伐利亚行政区，首府帕绍。

## 華語譯名
由於兩岸對於德國行政區「Landkreis」翻譯的不同，台灣稱為「帕紹郡」；中國大陸稱為「帕绍县」。

## 地理
帕绍县北面与弗赖翁-格拉弗瑙县，东面和南面与奥地利的上奥地利州，西面与弗赖翁-格拉弗瑙县，西北面与代根多夫县相邻，帕绍市嵌入该县的东部。